# Bears de Hershey
Les Bears de Hershey sont une franchise de hockey sur glace de la Ligue américaine de hockey. La franchise se situe à Hershey en Pennsylvanie et joue dans le Giant Center. Le club est affilié aux Capitals de Washington de la Ligue nationale de hockey.

## Histoire
Le hockey sur glace à Hershey date des années trente, avec un premier match joué le 18 février 1931 opposant l'université de Penn A. C. à celle de Villanova dans la patinoire de la ville d'Hershey (Convention Hall/Ice Palace). La première équipe s'appelle officiellement Hershey, sa patinoire était le C.A. de Swathmore et date de la saison 1931-32.  Tous les matchs joués par l'équipe l'étaient devant une foule nombreuse et fidèle. Milton S. Hershey et John B.Sollenberger ont alors décidé d'injecter des capitaux dans la franchise afin de la faire vivre.
La saison suivante, l'équipe (Hershey B'ars) a rejoint la ligue d'amateur de hockey et a régulièrement joué des matches contre des équipes voisines (Baltimore, Atlantic City et Philadelphie par exemple).
En 1938, les Bears rejoignent officiellement la Ligue américaine de hockey après avoir changé de nom en 1936 (le nom B'ars était trop critiqué et selon certains trop commercial) et avoir eu une nouvelle patinoire le 19 décembre 1936: Hersheypark Arena.
Depuis cette époque, plus de sept cents joueurs ont fièrement porté le maillot des Bears de Hershey.
Pour la saison régulière  2008-2009, ils terminent premiers de l'association de l'Est avec 106 pts (49-23-8) et remportent la Coupe Calder 4 manches à deux contre le Moose du Manitoba. Alexandre Giroux est le meilleur pointeur de la saison régulière avec 97 pts et également des séries éliminatoires avec 28 pts.

### Palmarès
- Coupes Calder : 1947, 1958, 1959, 1969, 1974, 1980, 1988, 1997, 2006, 2009, 2010, 2023 ;
- Titres de division : 1938-1939, 1943-1944, 1946-1947, 1951-1952, 1966-1967, 1967-1968, 1968-1969, 1975-1976, 1980-1981, 1985-1986, 1987-1988, 1993-1994, 2006-2007 ;
- Championnats : 1942-1943, 1957-1958, 1980-1981, 1985-1986, 1987-1988, 2006-2007.

## Logos

Logos successifs
Logo des Bears de 1938 à 1944
Logo des Bears de 1944 à 1958
Logo des Bears de 1958 à 1988
Logo des Bears de 1988 à 2001
Logo des Bears de 2001 à 2012

## Statistiques
| Saison    | PJ | V  | D  | N | DP | DTB | BP  | BC  | Pts | Classement      | Séries éliminatoires                               | Entraîneur      |
| --------- | -- | -- | -- | - | -- | --- | --- | --- | --- | --------------- | -------------------------------------------------- | --------------- |
| 2017-2018 | 76 | 30 | 37 | - | 4  | 5   | 201 | 249 | 69  | 8e, Atlantique  | Non qualifiés                                      | Troy Mann       |
| 2018-2019 | 76 | 43 | 25 | - | 4  | 4   | 211 | 215 | 94  | 3e, Atlantique  | éliminés au 2e tour                                | Spencer Carbery |
| 2019-2020 | 62 | 37 | 18 | - | 3  | 4   | 187 | 157 | 81  | 2e, Atlantique  | Séries annulées à cause de la pandémie de Covid-19 | Spencer Carbery |
| 2020-2021 | 33 | 24 | 7  | - | 2  | 0   | 110 | 77  | 50  | 1er, Nord       | Séries annulées à cause de la pandémie .           | Spencer Carbery |
| 2021-2022 | 76 | 34 | 32 | - | 6  | 4   | 202 | 209 | 78  | 5e, Atlantique  | éliminés au 1er tour                               | Scott Allen     |
| 2022-2023 | 72 | 44 | 19 | - | 5  | 4   | 217 | 184 | 97  | 2e, Atlantique  | Champions de la Coupe Calder                       | Todd Nelson     |
| 2023-2024 | 72 | 53 | 14 | - | 0  | 5   | 229 | 151 | 111 | 1er, Atlantique | Champions de la Coupe Calder                       | Todd Nelson     |

## Personnalités

### Numéros retirés
- 3 :
  - Ralph Keller ;
  - Frank Mathers.
- 8 : Mike Nykoluk.
- 9 :
  - Tim Tookey ;
  - Arnie Kullman.
- 16 :
  - Willie Marshall ;
  - Mitch Lamoureux.

### Entraîneurs
- Herb Mitchell (1938-1941)
- Ralph Weiland (1941-1945)
- Don Penniston (1945-1950)
- Johnny Crawford (1950-1952)
- Murray Henderson (1952-1956)
- Frank Mathers (1956-1973)
- Chuck Hamilton (1973-1979)
- Fred Stanfield (1979)
- Gary Green (1979-1980)
- Doug Gibson (1979-1980)
- Bryan Murray (1980 à 1981-1982)
- Gary Inness (1981-1982 à 1984-1985)
- Frank Mathers (1984-1985)
- Bill Barber (1984-1985)
- John Paddock (1985-1989)
- Kevin McCarthy (1989-1990)
- Mike Eaves (1990-1993)
- Jay Leach (1993-1995)
- Bill Barber (1995-1996)
- Bob Hartley (1996-1998)
- Mike Foligno (1998-2003)
- Paul Fixter (2003-2005)
- Bruce Boudreau (2005-2007)
- Bob Woods (2007-2009)
- Mark French (2009-2013)
- Mike Haviland (2013-2014)
- Troy Mann (2014-2018)
- Spencer Carbery (2018-2021)
- Scott Allen (2021-2022)
- Todd Nelson (depuis 2022)